# Rhaebo hypomelas
Rhaebo hypomelas är en groddjursart som först beskrevs av George Albert Boulenger 1913.  Rhaebo hypomelas ingår i släktet Rhaebo och familjen paddor. IUCN kategoriserar arten globalt som nära hotad. Inga underarter finns listade i Catalogue of Life.